# Microgecko depressus
Espèce
Synonymes
- Tropiocolotes depressus Minton & Anderson, 1965

Statut de conservation UICN

 LC  : Préoccupation mineure
Microgecko depressus est une espèce de geckos de la famille des Gekkonidae.

## Répartition
Cette espèce est endémique du Baloutchistan au Pakistan.

## Publication originale
- Minton & Anderson, 1965 : A new dwarf gecko (Tropiocolotes) from Baluchistan. Herpetologica, vol. 21, p. 59—61.